# Bathwater
«Bathwater» —en español: «Bañera»— es una canción Ska, Rock escrita por Gwen Stefani, Tony Kanal y Tom Dumont para el cuarto álbum de la banda No Doubt, titulado "Return of Saturn". Fue lanzado como cuarto sencillo del álbum en 2000. Llegó al puesto #39 en el Adult Pop Songs de la revista Billboard, en el año 2001.

## Antecedentes y escritura
La canción fue escrita en sólo diez minutos, comenzando con los lentos de Jazz funeral de Nueva Orleans. La letra habla de la superación de las inseguridades sobre una relación. La letra "lavarse en el agua de tu vieja bañera" significa aceptar los defectos de un amante.
"Bathwater" es una canción de ska punk y pop punk escrita en clave de mi menor. Está compuesto en tiempo de swing con un swing medio y se mueve a un tempo moderadamente rápido de 138 pulsaciones por minuto. Los versos de la canción se llevan a cabo mediante acordes de quinta perfecta con una progresión de acordes i-IV. Algunos usan acordes de piano en clave menor fuera de compás. El rango vocal de Stefani abarca más de dos octavas en la canción, desde G3 hasta B5.

## Video musical
El vídeo musical fue dirigido por Sophie Muller, quien también dirigió el vídeo de su sencillo anterior, "Simple Kind of Life". Todo el vídeo comprende baile. En él, Adrian Young se viste como Gwen Stefani con una peluca rubia platinado y un vestido negro y Gwen aparece con su característico cabello rubio platinado y con una camisa negra que dice en inglés "CAN'T TOUCH THIS" ("NO PUEDO TOCAR ESTO" en español) con letras brillantes. También cuenta con miembros del grupo burlesco The Pussycat Dolls.
Este videoclip se posicionó en el puesto n° 84 en un especial del canal musical MTV de los "100 + pedidos del 2000", en un especial transmitido por MTV Latinoamérica Norte conformado de los cien videos más votados a través del año.

## Lista de canciones
1. «Bathwater» (G. Stefani/T. Kanal/T. Dumont) - 4:03
2. «Beauty Contest» (G. Stefani/T. Kanal) - 4:14
3. «Under Construction» (G. Stefani/T. Kanal) - 3:12
4. «Ex-Girlfriend» - En Vivo Acústico (G. Stefani/T. Dumont/T. Kanal) - 3:50

## Posicionamiento en listas de Bathwater

### Semanales
| País (Lista 2001)                | Mejor posición |
| -------------------------------- | -------------- |
| Estados Unidos (Adult Pop Songs) | 39             |

## Bathwater (Invincible Overlord Remix)
La versión remix del tema, «Bathwater (Invincible Overlord Remix)» fue lanzado como uno de los sencillos del álbum The Singles 1992-2003. La canción fue remezclada por Invincible Overlord, un proyecto del guitarrista de No Doubt, Tom Dumont. "Bathwater" no fue lanzado originalmente en el Reino Unido como sencillo,  sin embargo, se editó en 2004 como el segundo sencillo de The Singles 1992-2003. Fue incluido como doble lado A en el relanzamiento del anterior sencillo "It's My Life". Alcanzó el puesto número 17 en el UK Singles Chart.
El video de "Bathwater (Invincible Overlord Remix)" es una versión editada del video original dirigido por Sophie Muller.
Fue el último sencillo lanzado por No Doubt antes de su receso de cinco años debido a la carrera en solitario de Gwen Stefani.

## Lista de canciones de It's My Life/Bathwater
Sencillo en CD
1. «Bathwater» (Invincible Overlord remix)
2. «It's My Life» (Jacques Lu Cont's Thin White Duke mix)
3. «Bathwater» (Invincible Overlord remix) (video)
4. «It's My Life» (video)

 Reino Unido – CD single - «It's My Life» / "Bathwater"
1. It's My Life – 3:48
2. «Bathwater» (Invincible Overlord Remix) - 3:07
3. «It's My Life» (Jacques Lu Cont's Thin White Duke Mix) - 6:59
4. «It's My Life» (Chocolate O'Brian Remix) - 5:43
5. «Bathwater» (Invincible Overlord Remix Video)
6. «It's My Life» (Video)

## Posicionamiento en listas de Bathwater (Invincible Overlord Remix)

### Semanales
| País (Lista 2004)                           | Mejor posición |
| ------------------------------------------- | -------------- |
| Alemania (Listas de GfK Entertainment)      | 73             |
| Australia (ARIA Singles Chart)              | 61             |
| Bélgica (Flandes) (Ultratip Bubbling Under) | 4              |
| Bélgica (Valonia) (Ultratip Bubbling Under) | 5              |
| Reino Unido (UK Singles Chart)              | 17             |
| Suiza (Schweizer Hitparade)                 | 42             |